# The Last Journey Home
The Last Journey Home è il secondo singolo del quarto album pubblicato dalla band inglese DragonForce, Ultra Beatdown (2008).
Da esso è stato tratto il secondo video realizzato, dopo Heroes of Our Time, per questo quarto album, ispirato dal videogame Grand Theft Auto.
La sua durata è di 8:15, che nel video è stata ridotta a 4:48, processo avvenuto anche per i precedenti singoli (Through the Fire and Flames, Operation Ground and Pound e Heroes of Our Time).